# Alfred Packer
Alferd G. "Alfred" Packer (21 de enero de 1842 - 23 de abril de 1907) fue un buscador de oro y explorador, popularmente conocido como uno de los dos únicos estadounidenses encarcelados por canibalismo, junto con Albert Fish.

## Biografía
Alfred Packer nació como Alferd Griner Packer en el Condado de Allegheny, Pensilvania. Sirvió en la Guerra Civil Americana, en el bando de la Unión, presumiblemente en un regimiento de Iowa, pero fue expulsado debido a que sufría epilepsia.
Mientras vivió en Colorado fue zapatero, explorador y guía de montaña. 
En 1874 realizó una expedición junto a un grupo de cinco exploradores. Pero en el transcurso de la actividad hubo ventisca y las temperaturas bajaron mucho. Días más tarde apareció en la aldea base y ante las preguntas por sus compañeros de viaje respondió que habían muerto congelados. En una ocasión Packer confesó que se había comido a sus compañeros de viaje.
Un explorador encontró en la montaña los restos de los cinco hombres sin piel en el cuerpo. Retrató los cadáveres y presentó las imágenes ante la policía. Los agentes de la ley, al encontrar los restos de los exploradores, ordenaron la captura de Packer, quien, aunque intentó escapar, fue aprisionado.
En el juicio confesó haber comido carne humana y matado a uno de ellos en legítima defensa. El juez no le creyó y fue condenado a muerte. Pero antes de su ejecución en la horca, realizó una apelación, que terminó por cancelar su ejecución.
Tuvo que volver a ser juzgado. Fue condenado a 40 años de prisión, pero a los quince años de cárcel se vio libre. Seis años más tarde murió.